# زویی استارک
زویی استارک (انگلیسی: Zoey Stark؛ زادهٔ ۲۵ ژانویهٔ ۱۹۹۴) کشتی‌گیر کشتی حرفه‌ای اهل ایالات متحده آمریکا است.